# Syngatha latiflavaria
Syngatha latiflavaria är en fjärilsart som beskrevs av Swinhoe 1904. Syngatha latiflavaria ingår i släktet Syngatha och familjen nattflyn. Inga underarter finns listade i Catalogue of Life.